# Direction générale du renseignement intérieur
La Direction générale du renseignement intérieur (DGRI) est le service de renseignement intérieur sénégalais créé en 2014.
Placée sous l'autorité de la Délégation générale au Renseignement national, la DGRI a pour directeur en 2014 le commissaire Alioune Diagne.